# Nummer 1-hits in de Billboard Best Sellers Chart in 1944
Deze hits stonden in 1944 op nummer 1 in Billboards Best Selling Retail Records hitlijst.
| Datum        | Artiest                         | Titel                                         |
| ------------ | ------------------------------- | --------------------------------------------- |
| 1 januari    | Mills Brothers                  | Paper doll'                                   |
| 8 januari    | Mills Brothers                  | Paper doll                                    |
| 15 januari   | Mills Brothers                  | Paper doll                                    |
| 22 januari   | Mills Brothers                  | Paper doll                                    |
| 29 januari   | Glen Gray                       | My heart tells me (Should I believe my heart) |
| 5 februari   | Glen Gray                       | My heart tells me (Should I believe my heart) |
| 12 februari  | Glen Gray                       | My heart tells me (Should I believe my heart) |
| 19 februari  | Glen Gray                       | My heart tells me (Should I believe my heart) |
| 26 februari  | Glen Gray                       | My heart tells me (Should I believe my heart) |
| 4 maart      | Jimmy Dorsey                    | Besame mucho (Kiss me much)                   |
| 11 maart     | Jimmy Dorsey                    | Besame mucho (Kiss me much)                   |
| 18 maart     | Jimmy Dorsey                    | Besame mucho (Kiss me much)                   |
| 25 maart     | Jimmy Dorsey                    | Besame mucho (Kiss me much)                   |
| 1 april      | Jimmy Dorsey                    | Besame mucho (Kiss me much)                   |
| 8 april      | Jimmy Dorsey                    | Besame mucho (Kiss me much)                   |
| 15 april     | Jimmy Dorsey                    | Besame mucho (Kiss me much)                   |
| 22 april     | Guy Lombardo                    | It's love-love-love                           |
| 29 april     | Guy Lombardo                    | It's love-love-love                           |
| 6 mei        | Bing Crosby                     | I love you                                    |
| 13 mei       | Bing Crosby                     | I love you                                    |
| 20 mei       | Bing Crosby                     | I love you                                    |
| 27 mei       | Bing Crosby                     | I love you                                    |
| 3 juni       | Bing Crosby                     | I love you                                    |
| 10 juni      | Harry James                     | I'll get by (as long as I have you)           |
| 17 juni      | Harry James                     | I'll get by (as long as I have you)           |
| 24 juni      | Harry James                     | I'll get by (as long as I have you)           |
| 1 juli       | Bing Crosby                     | I'll be seeing you                            |
| 8 juli       | Harry James                     | I'll get by (as long as I have you)           |
| 15 juli      | Bing Crosby                     | I'll be seeing you                            |
| 22 juli      | Bing Crosby                     | I'll be seeing you                            |
| 29 juli      | Bing Crosby                     | I'll be seeing you                            |
| 5 augustus   | Bing Crosby                     | Swinging on a Star                            |
| 12 augustus  | Bing Crosby                     | Swinging on a star                            |
| 19 augustus  | Bing Crosby                     | Swinging on a star                            |
| 26 augustus  | Bing Crosby                     | Swinging on a star                            |
| 2 september  | Bing Crosby                     | Swinging on a star                            |
| 9 september  | Bing Crosby                     | Swinging on a star                            |
| 16 september | Bing Crosby                     | Swinging on a star                            |
| 23 september | Bing Crosby                     | Swinging on a star                            |
| 30 september | Bing Crosby                     | Swinging on a star                            |
| 7 oktober    | Mills Brothers                  | You always hurt the one you love              |
| 14 oktober   | Dinah Shore                     | I'll walk alone                               |
| 21 oktober   | Mills Brothers                  | You always hurt the one you love              |
| 28 oktober   | Mills Brothers                  | You always hurt the one you love              |
| 4 november   | Dinah Shore                     | I'll walk alone                               |
| 11 november  | Dinah Shore                     | I'll walk alone                               |
| 18 november  | Dinah Shore                     | I'll walk alone                               |
| 25 november  | Mills Brothers                  | You always hurt the one you love              |
| 2 december   | Mills Brothers                  | You always hurt the one you love              |
| 9 december   | The Ink Spots & Ella Fitzgerald | I'm making believe                            |
| 16 december  | The Ink Spots & Ella Fitzgerald | I'm making believe                            |
| 23 december  | Bing Crosby & Andrews Sisters   | Don't fence me in                             |
| 30 december  | Bing Crosby & Andrews Sisters   | Don't fence me in                             |

1940 ·
1941 · 
1942 ·
1943 ·
1944 ·
1945 ·
1946 ·
1947 ·
1948 ·
1949 ·
1950 ·
1951 ·
1952 ·
1953 ·
1954 ·
1955 ·
1956 ·
1957 ·
1958 ·
1959 ·
1960 ·
1961 ·
1962 ·
1963 ·
1964 ·
1965 ·
1966 ·
1967 ·
1968 ·
1969 ·
1970 ·
1971 ·
1972 ·
1973 ·
1974 ·
1975 ·
1976 ·
1977 ·
1978 ·
1979 ·
1980 ·
1981 ·
1982 ·
1983 ·
1984 ·
1985 ·
1986 ·
1987 ·
1988 ·
1989 ·
1990 ·
1991 ·
1992 ·
1993 ·
1994 ·
1995 ·
1996 ·
1997 ·
1998 ·
1999 ·
2000 ·
2001 ·
2002 ·
2003 ·
2004 ·
2005 ·
2006 ·
2007 ·
2008 ·
2009 ·
2010 ·
2011 ·
2012 ·
2013 ·
2014 ·
2015 ·
2016 ·
2017 ·
2018 ·
2019 ·
2020 ·
2021 ·
2022 ·
2023